# Alaranea merina
Espèce
Alaranea merina est une espèce d'araignées aranéomorphes de la famille des Cyatholipidae.

## Distribution
Cette espèce est endémique de l'Est de Madagascar,.

## Description
Le mâle holotype mesure 2,32 mm et la femelle paratype 2,28 mm.

## Publication originale
- Griswold, 1997 : The spider family Cyatholipidae in Madagascar (Araneae, Araneoidea). The Journal of Arachnology, vol. 25, p. 53-83 (texte intégral).